# Heterometrus cimrmani
Heterometrus cimrmani ist ein in Thailand und Vietnam verbreiteter Skorpion der Familie Scorpionidae.

## Beschreibung
Adulte Tiere haben eine Länge von 90 bis 115 Millimetern und eine grünlich schimmernde schwarze Grundfarbe. Die Kämme des Kammorgans haben bei beiden Geschlechtern 15 bis 18 Zähne. Gegenüber den weiblichen Skorpionen haben die männlichen längere aber dabei nicht schmalere Femora und Patellen der Pedipalpen. Ihre Chelae sind hingegen länger und schmaler, und der bewegliche Teil der Scheren ist länger als der feste. Bei beiden Geschlechtern sind die Chelae leicht lappenförmig und ihre Oberseite trägt in Reihen angeordnete Granulen. Das Telson ist behaart und langgestreckt, mit einer Giftblase, die länger als der Giftstachel ist.

## Verbreitung
Die Terra typica von Heterometrus cimrmani wurde in der Erstbeschreibung als die Umgebung von Trang angegeben, der Hauptstadt der Provinz Trang im Süden Thailands. Für die Art wird als Verbreitungsgebiet Thailand und Vietnam genannt.

## Systematik

### Erstbeschreibung
Die Erstbeschreibung erfolgte durch František Kovařík im Rahmen seiner 2004 veröffentlichten Revision der Gattung Heterometrus. Als Grundlage für die Beschreibung dienten von Kovařík im Terrarium gehaltene Exemplare, die mit ihren Nachkommen die Mehrheit der Typusexemplare bilden.

### Typmaterial
Der Holotypus ist ein männliches Tier, das wie der Allotypus aus der Umgebung von Trang stammt und von Kovařík im Terrarium gehalten wurde. Der Allotypus gebar 18 Nachkommen, die von Kovařík aufgezogen wurden. Aus dieser Nachkommenschaft wurden zwei Jungtiere nach der ersten Häutung, eines nach der zweiten Häutung, eines nach der dritten Häutung, eines nach der vierten Häutung, zwei subadulte Skorpione nach der fünften Häutung und vier weibliche Skorpione nach der sechsten Häutung konserviert und als Paratypen definiert. Neun weitere Paratypen stammen von verschiedenen Fundorten im Süden Thailands, einer aus der Umgebung von Saigon in Vietnam. Das gesamte Typmaterial befindet sich in der Sammlung von František Kovařík in Prag.

### Etymologie
Der Artname ist ein wissenschaftlicher Witz. Er bezieht sich auf Jára Cimrman, einen 1966 erfundenen Gelehrten, um dessen vorgebliche wissenschaftliche Leistungen in Tschechien zahlreiche Geschichten kursieren. In der Erstbeschreibung heißt es:

„Named after Jára Cimrman, a well known Czech renaissance man. Jára Cimrman bred large Heterometrus from Thailand and Malaysia and in his log noted that they must be two species with different sexual dimorphism (Heterometrus spinifer and the species described here). Regrettably, he has not published the observation“

„Nach Jára Cimrman benannt, einem bekannten tschechischen Universalgelehrten. Jára Cimrman züchtete große Heterometrus aus Thailand und Malaysia und notierte, dass es zwei Arten mit unterschiedlichem Sexualdimorphismus geben müsse (Heterometrus spinifer und die hier beschriebene Art). Bedauerlicherweise hat er seine Beobachtungen nicht veröffentlicht.“

Mit der Namensgebung nahm Kovařík Bezug auf die populäre Darstellung, der zufolge Jára Cimrman bis zu seinem 18. Lebensjahr als Mädchen aufgewachsen ist, da sein Geschlecht erst zu diesem Zeitpunkt erkannt wurde. Tatsächlich ist es ein Charakteristikum einiger Arten der Gattung Heterometrus, einschließlich Heterometrus cimrmani, dass nur ausgewachsene männliche Skorpione die Unterscheidung der Arten nach morphologischen Kriterien erlauben.
Kovařík hat wiederholt Skorpione nach Cimrman benannt, ohne dabei eine ausführliche Begründung wie bei der Erstbeschreibung von Heterometrus cimrmani anzugeben. Das betrifft bislang Butheoloides cimrmani (2003), Parabuthus cimrmani (2004) und Chaerilus cimrmani (2012).